# Ernst Joachim Fürsen
Ernst Joachim Fürsen (* 16. Februar 1942 in Stettin) ist ein deutscher Rechtsanwalt und Notar. Er war von 1980 bis 2016 Honorarkonsul des Königreichs der Niederlande in Rendsburg.

## Leben
Fürsen studierte in Kiel, Lausanne, Montpellier, Tübingen und Freiburg und wurde 1973 an der Christian-Albrechts-Universität zu Kiel promoviert. 1980 ernannte ihn das Königreich der Niederlande zum Honorarkonsul in Rendsburg, ein Amt, das sich zuvor schon seit 1853 mehrere Generationen in der Familie seines Stiefvaters Thomas Entz-von Zerssen (1899–1970) tradierte und das er bis 2016 wahrnahm, zuletzt als Doyen des schleswig-holsteinischen Konsularkorps.
Fürsen entstammt einer traditionsbewussten Beamtenfamilie, die 1706 mit dem aus Hamburg stammenden Pastor und späteren Preetzer Klosterprediger Johann Nicolaus Fürsen (1678–1737) in Schleswig-Holstein sesshaft wurde. Auf dem humanistischen Internat „Birklehof“ (Hahn-Schule) in Hinterzarten/Schwarzwald machte er 1962 sein Abitur. Nach einer Banklehre in Hamburg und Auslandsaufenthalten in England, Frankreich, Schweden und der Schweiz studierte er Jura und ließ sich nach Tätigkeiten in Banken und der freien Wirtschaft 1983 als Rechtsanwalt und später als Notar nieder.

## Ehrenamt
Neben seiner Arbeit veröffentlichte er zahlreiche Beiträge zur schleswig-holsteinischen Geschichte, darunter Personeneinträge für das SHBL. Insbesondere war er Initiator, Gründer und von 1980 bis 1994 Vorsitzender des Canal-Vereins. In dieser Funktion erreichte er, dass dessen Bedeutung für die Wirtschafts- und Kulturgeschichte des Landes ins öffentliche Bewusstsein gelangte. Dies gelang durch die wissenschaftliche Zeitschrift Mitteilungen des Canal-Vereins, deren Mitherausgeber Fürsen war, sowie durch die erfolgreiche Initiative zur Restaurierung der erhaltenen Schleusen des Eider-Kanals.

## Ehrungen
- 2003: Lid in de Orde van Oranje-Nassau
- 2005: Ridder in de Orde van Oranje-Nassau[1]
- 2018: Bundesverdienstkreuz am Bande

## Veröffentlichungen (Auswahl)
- Der Hardesvogt im Herzogtum Schleswig unter besonderer Berücksichtigung des Zeitraumes von 1721–1867. Kiel, Univ., Rechtswiss. Fak., Diss. 1973.
- Mitteilungen des Canal-Vereins (MCV), Nr. 1–10, Rendsburg 1980–1989, Hrsg. mit Manfred Jessen-Klingenberg und Nr. 11–14 mit Carsten Müller-Boysen, Rendsburg 1990–1993.
- Schleswig-Holstein und die Niederlande. Aspekte einer historischen Verbundenheit. Hrsg. mit Reimer Witt (=Veröffentlichungen des Landesarchivs Schleswig-Holstein, ISSN 1864-9912, Band 80), Landesarchiv Schleswig-Holstein, Schleswig 2003.
- Dr. phil. Edward Hoop. Dem Lehrer, Schriftsteller und Historiker zum 80. Geburtstag. Kreisverein Rendsburg für Heimatkunde und Geschichte e. V., Rendsburg 2005 (=Rendsburger Jahrbuch, Band 3 / hrsg. vom Kreisverein Rendsburg für Heimatkunde und Geschichte e. V. ZDB-ID 20160173).
- Das Konsulat der Niederlande in Rendsburg 1809–2009. Hrsg. RD Druck- und Verlagshaus, Rendsburg 2009 (=Rendsburger Studien, Schriftenreihe des Kreisvereins Rendsburg für Heimatkunde und Geschichte e. V., Band 5, ZDB-ID 23938730).
- Traditionelle Verbindungen zur Christian-Albrechts-Universität. Dreyer - Entz-v. Zerssen - Fürsen - v. Westphalen. CAU 350+Zeichen,  uni-kiel.de, (2015), abgerufen am 8. April 2017.
- Volksbank-Raiffeisenbank im Kreis Rendsburg eG 1898 bis 2019. 100 Jahre Spar- und Darlehnskasse Osterrönfeld. Osterrönfeld 2020.
- Tischmanieren und Benehmen. Rendsburger Druck und Verlagshaus, [Osterrönfeld] 2018, 3. verbesserte Auflage 2022.